# Motoalternatore
Nei trasporti il motoalternatore è una macchina elettrica studiata per funzionare esplicitamente in modo reversibile e permette di coniugare due funzioni in un'unica macchina, come l'avviamento del motore termico o eventualmente generare anche trazione e la generazione di corrente elettrica a motore avviato.

## Storia
Il concetto di una macchina unica per avviare il motore termico e generare corrente elettrica venne utilizzato già in precedenza con il dinamotore o motore-dinamo, in un periodo dove non venivano utilizzati gli alternatori per generare corrente, ma dinamo, questo permise in modo relativamente semplice implementare la funzione di avviamento elettrico, in quanto era sufficiente una piccola modifica del regolatore di tensione (per autoescludersi nella modalità a motorino d'avviamento) e di un relè di potenza.
Successivamente con il passaggio agli alternatori per la generazione della corrente elettrica, si è perso il concetto della macchina unica per le due funzioni, concetto ripreso verso la fine del secondo millennio con il motoalternatore tramite sistemi di gestione elettronici della macchina elettrica di maggiore complessità, sempre tramite connessione macchina elettrica e motore termico tramite cinghia.
Nel terzo millennio in ambito dei trasporti su gomma, il motoalternatore vede una sua maggiore capacità di trazione che richiede un sistema di connessione differente, di maggiore capacità nel trasmettere la forza del motoalternatore, la cui gestione elettronica non cambia significativamente se non per l'utilizzo di componenti che supportano potenze maggiori.

## Tecnica
La capacità reversibile del motoalternatore si deve grazie al sistema di gestione elettronica, che permette di commutare il funzionamento da motore elettrico ad alternatore, difatti le prestazioni del motoalternatore sono si determinate dalla macchina elettrica, ma in genere è il sistema di controllo che ne limita le prestazioni per via delle limitazioni delle componenti elettroniche di potenza (che generalmente vengono sottodimensionate per via dei maggiori costi), soprattutto agli albori del terzo millennio, difatti una volta superata tale limitazione il motogeneratore vide l'uso anche come motore da trazione in stile KERS.